# Episodi di Mistero in galleria (prima stagione)

scena di The Cemetery dall'episodio pilota.

La prima stagione della serie televisiva Mistero in galleria è andata in onda negli Stati Uniti dal 16 dicembre 1970 al 20 gennaio 1971 sulla NBC, ed è stata preceduta da un episodio pilota (Night Gallery) andato in onda nel 1969.
| nº     | Titolo originale                     | Prima TV USA     |
| ------ | ------------------------------------ | ---------------- |
| Pilota | Night Gallery (Pilota)               | 8 novembre 1969  |
| 1      | The Dead Man                         | 16 dicembre 1970 |
| 1      | The Housekeeper                      | 16 dicembre 1970 |
| 2      | Room with a View                     | 23 dicembre 1970 |
| 2      | The Little Black Bag                 | 23 dicembre 1970 |
| 2      | The Nature of the Enemy              | 23 dicembre 1970 |
| 3      | The House                            | 30 dicembre 1970 |
| 3      | Certain Shadows on the Wall          | 30 dicembre 1970 |
| 4      | Make Me Laugh                        | 6 gennaio 1971   |
| 4      | Clean Kills and Other Trophies       | 6 gennaio 1971   |
| 5      | Pamela's Voice                       | 13 gennaio 1971  |
| 5      | Lone Survivor                        | 13 gennaio 1971  |
| 5      | The Doll                             | 13 gennaio 1971  |
| 6      | They're Tearing Down Tim Riley's Bar | 20 gennaio 1971  |
| 6      | The Last Laurel                      | 20 gennaio 1971  |

## Night Gallery (Pilota)
- Titolo originale: Night Gallery

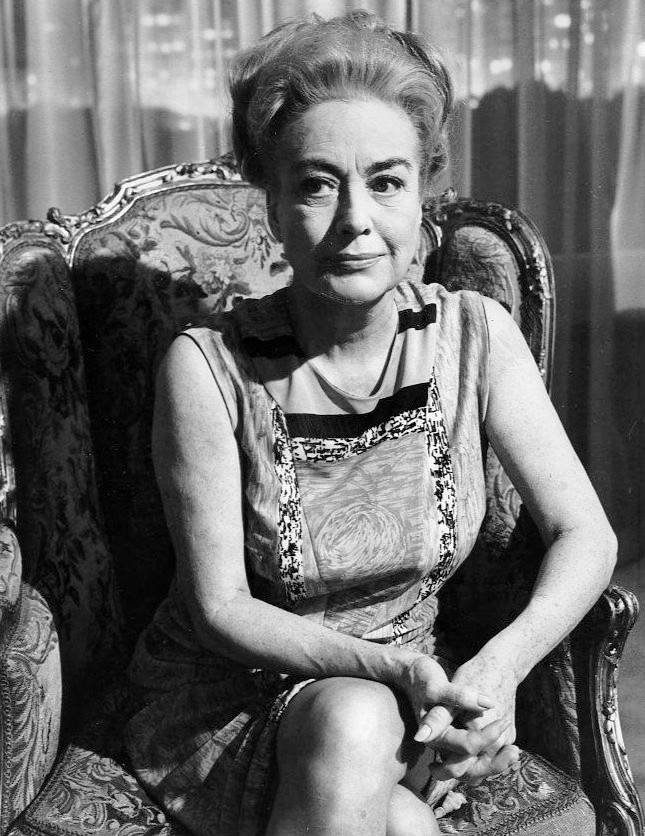
Joan Crawford in una foto promozionale dell'episodio.

- Diretto da: Boris Sagal (The Cemetery), Steven Spielberg (Eyes) e Barry Shear (Escape Route)
- Scritto da: Rod Serling

### Trama
Rod Serling presenta tre storie originali incentrate su tre quadri: 
The Cemetery: dopo aver ucciso il proprio zio, per poterne godere l'eredità, Jeremy Evans viene perseguitato dal ritratto del cimitero di famiglia che continua a cambiare, mostrando una spettrale figura sul punto di uscire dalla propria tomba;
Eyes: Claudia Menlo, una ricca donna cieca, compra gli occhi di Sidney Resnicke, un povero disperato, e ricatta il Dr. Frank Heatherton, nella speranza che quest'ultimo operi il trapianto che le permetterà di vedere di nuovo;
Escape Route: nascosto nell'America meridionale il nazista Joseph Strobe, consumato dalla paranoia di venire scoperto dalla polizia per i crimini di guerra, cerca disperatamente di sfuggire al suo passato entrando in un idilliaco quadro.
- Interpreti: Roddy McDowall (Jeremy Evans), Ossie Davis (Osmond Portifoy), Joan Crawford (Claudia Menlo), Tom Bosley (Sidney Resnicke), Barry Sullivan (Dr. Frank Heatherton) e Richard Kiley (Joseph Strobe)
- Note: debutto alla regia di Steven Spielberg

## The Dead Man
- Diretto da: Douglas Heyes
- Scritto da: Douglas Heyes e basato sul racconto di Fritz Leiber

### Trama
Max Redford ha scoperto un nuovo tipo d'ipnosi grazie alla quale è in grado di spingere il paziente, sotto una serie di comandi specifici, a simulare i sintomi fisici di qualunque malattia. Durante una dimostrazione per il suo amico Milies, Max lascia intendere di poter indurre il paziente a simulare persino la morte. La cavia selezionata per questo pericoloso esperimento è John Fearing, il giovane ed affascinante amante di sua moglie.
- Interpreti: Carl Betz (Dr. Max Redford), Jeff Corey (Dr. Miles Talmadge), Louise Sorel (Velia Redford) e Michael Blodgett (John Fearing)

## The Housekeeper
- Diretto da: John Meredyth Lucas
- Scritto da: Douglas Heyes

### Trama
Cedric Acton, scontento del suo matrimonio, usando la magia nera scambia le menti di sua moglie (Carlotta Acton) e della sua cameriera (Miss Wattle), sperando che il carattere dolce di quest'ultima nel corpo attraente della moglie possa finalmente renderlo felice. Il lato sentimentale è però solo una parte dell'interesse di Cedric, in quanto l'ammontare delle fortune della moglie è di 7 milioni di dollari.
- Interpreti: Larry Hagman (Cedric Acton), Jeanette Nolan (Miss Wattle) e Suzy Parker (Carlotta Acton)

## Room with a View
- Diretto da: Jerrold Freedman
- Scritto da: Hal Dresner

### Trama
L'invalido Jacob Bauman è confinato da molto tempo nella sua camera da letto ed osserva la sua fortuna ed il suo matrimonio degenerare. Una mattina Jacob decide di vendicarsi della moglie infedele e gli unici mezzi a sua disposizione sono: un paio di binocoli, la sua astuzia ed una ingenua giovane infermiera.
- Interpreti: Joseph Wiseman (Jacob Bauman), Diane Keaton (infermiera) e Angel Tompkins (signora Bauman)

## The Little Black Bag
- Diretto da: Jeannot Szwarc
- Scritto da: Rod Serling e basato sul racconto di C. M. Kornbluth

### Trama
1971 il Dr. William Fall, caduto in disgrazia, vive da barbone da molti anni con l'amaro ricordo della fine della sua carriera.
Durante il giornaliero rovistamento della spazzatura, in compagnia di un altro barbone di nome Hepplewhite, Fall trova una borsa medica proveniente dall'anno 2098. Le incredibili innovazioni in essa contenute potrebbero costituire il mezzo di rivalsa che Fall stava aspettando, ma Hepplewhite ha ben altre idee.
- Interpreti: Burgess Meredith (William Fall) e Chill Wills (Hepplewhite)

## The Nature of the Enemy
- Diretto da: Allen Reisner
- Scritto da: Rod Serling

### Trama
Una squadra di astronauti con l'incarico di stabilire una base lunare scompare misteriosamente, lasciando come ultima comunicazione: "siamo sotto attacco...". L'addetto alle comunicazioni Simms ed una squadra di salvataggio cercano i membri della spedizione ma trovano solo le rovine della loro nave. Intanto, la stampa mondiale incomincia a speculare su chi o cosa abbia attaccato gli astronauti. Le ultime immagini trasmesse mostrano un enorme topo presso la misteriosa struttura trovata dagli astronauti.
- Interpreti: Joseph Campanella (Simms) e Jason Wingreen (giornalista)

## The House
- Diretto da: John Astin
- Scritto da: Rod Serling e basato sul racconto di André Maurois

### Trama
Elaine Latimer, appena dimessa da una clinica psichiatrica, è stata perseguitata da un sogno ricorrente riguardante una casa surreale, nella quale non ha mai osato entrare.
Durante una gita in campagna, Elaine scopre una casa identica a quella del suo sogno e decide di comprarla, nonostante le voci secondo cui l'abitazione potrebbe essere stregata.
- Interpreti: Joanna Pettet (Elaine Latimer) e Paul Richards (Peugeot)

## Certain Shadows on the Wall
- Diretto da: Jeff Corey
- Scritto da: Rod Serling e basato sul racconto di Mary E. Wilkins Freeman

### Trama
La famiglia Brigham è stata segnata fin dall'inizio della malattia di Emma, la cui intera vita è stata trascorsa nel buio della stanza da letto, tra le cure del fratello Stephen e delle sorelle Ann e Rebecca. Dopo anni di sofferenze Emma muore, ma l'indifferenza di Stephen, intenzionato a mettere le mani sull'eredità, comincia a generare sospetti tra le sorelle riguardo al genere di "cure" a cui la sorella veniva sottoposta. Il giorno del funerale i Brigham notano una strana ombra sul muro del soggiorno, la cui forma ricorda quella di Emma.
- Interpreti: Louis Hayward (Stephen Brigham), Agnes Moorehead (Emma Brigham), Rachel Roberts (Rebecca Brigham) e Grayson Hall (Ann Brigham)

## Make Me Laugh
- Diretto da: Steven Spielberg
- Scritto da: Rod Serling

### Trama
Un comico fallito incontra un mago fallito e gli chiede il dono della comicità, il risultato sarà disastroso.
- Interpreti: Godfrey Cambridge (Jackie Slater), Jackie Vernon (Chatterje) e Tom Bosley (Jules Kettleman)

## Clean Kills and Other Trophies
- Diretto da: Walter Doniger
- Scritto da: Rod Serling

### Trama
Il fanatico della caccia Archie Dittman minaccia di diseredare suo figlio Archie Jr., devoto pacifista, se che quest'ultimo entro l'alba non ha ancora ucciso un cervo, dimostrando la mascolinità tipica dei Dittman. Il maggiordomo Tom Mboya avverte Archie Sr. dei rischi di questa forzatura, tra cui la possibile ira delle forze della natura.
- Interpreti: Raymond Massey (Archie Dittman), Barry Brown (Archie Jr.) e Herb Jefferson Jr. (Tom Mboya)

## Pamela's Voice
- Diretto da: Richard Benedict
- Scritto da: Rod Serling

### Trama
Poco prima del funerale di sua moglie Pamela, Jonathan incomincia a sentire una noiosa, insopportabile, acuta ed insistente voce a lui familiare: quella di Pamela.
- Interpreti: Phyllis Diller (Pamela) e John Astin (Jonathan)

## Lone Survivor
- Diretto da: Gene Levitt
- Scritto da: Rod Serling

### Trama
Una nave raccoglie la scialuppa di un naufrago che sostiene d'essere sopravvissuto al disastro del Titanic, avvenuto tre anni prima. 
Quest'uomo sostiene che un imminente disastro colpirà la nave in questione come avvenne con il Titanic.
- Interpreti: John Colicos (sopravvissuto)

## The Doll
- Diretto da: Rudi Dorn
- Scritto da: Rod Serling e basato sul racconto di Algernon Blackwood

### Trama
Al suo ritorno in Inghilterra, il Colonnello Masters scopre nelle mani della nipote un'orrida bambola, spedita da ignoti. 
La bambola emana un'aura diabolica, specialmente in presenza di Masters, che diventerà il bersaglio di un'elaborata vendetta legata al suo servizio militare nelle colonie inglesi.
- Interpreti: John Williams (Colonnello Masters), Henry Silva (Pandit Chola) e Shani Wallis (Miss Danton)

## They're Tearing Down Tim Riley's Bar
- Diretto da: Don Taylor
- Scritto da: Rod Serling

### Trama
Randy Lane è un uomo distrutto: sua moglie Katy è morta giovanissima e tutti suoi amici l'hanno raggiunta nel giro di poco tempo.
Vecchio e stanco, Lane osserva mentre il bar di Tim Riley, l'ultimo rimasuglio della sua spensierata giovinezza, viene demolito ed incomincia ad avere visioni del suo passato talmente chiare da convincerlo di poter tornare indietro. Lynn Alcott, fedele ed onesta segretaria, cercherà con ogni mezzo di riportare Lane alla realtà.
- Interpreti: William Windom (Randy Lane), Diane Baker (Lynn Alcott), John Randolph (H. E. Pritkin), Robert Herrman (Tim Riley) e Susannah Darrow (Katy Lane)

## The Last Laurel
- Diretto da: Daryl Duke
- Scritto da: Rod Serling e basato sul racconto di Davis Grubb

### Trama
Un ex atleta paralitico pianifica un omicidio usando il potere della mente per vincere la materia.
- Interpreti: Jack Cassidy (Marius Davis), Martine Beswick (Susan Davis) e Martin E. Brooks (Doctor Armstrong)